# August 1. af Anhalt-Plötzkau
Fyrst August 1. af Anhalt-Plötzkau (tysk: August I., Fürst von Anhalt-Plötzkau; født 14. juli 1575, død 22. august 1653) var fyrste af det tyske fyrstendømme Anhalt-Plötzkau fra 1611 til sin død i 1653.

## Biografi

### Tidlige liv
August blev født den 14. juli 1575 i Dessau i Anhalt som den fjerde søn af Fyrst Joachim Ernst af Anhalt i hans andet ægteskab med Eleonore, datter af Hertug Christoph af Württemberg.
Ved Fyrst Joachim Ernsts død i 1586 arvede August det forende fyrstendømme Anhalt i fællesskab med sine seks brødre i overensstemmelse med Huset Askaniens familieregler, der ikke tillod nogen deling af territorier mellem arvinger. Da han og hans yngre brødre stadig var mindreårige ved faderens død, fungerede den ældste søn Johan Georg som regent på deres vegne.

### Fyrste af Anhalt-Plötzkau
I 1603 delte Joachim Ernsts fem overlevende sønner fyrstendømmet Anhalt mellem sig, hvorved der opstod linjerne Anhalt-Dessau, Anhalt-Bernburg, Anhalt-Plötzkau, Anhalt-Zerbst og Anhalt-Köthen. August fik Plötzkau og grundlagde linjen Anhalt-Plötzkau af Huset Askanien, der regerede i Anhalt-Plötzkau frem til 1665. Ved Fyrst Vilhelm Ludvig af Anhalt-Köthens død i 1665, overtog August 1.'s to overlevende sønner Lebrecht og Emmanuel dennes fyrstendømme og blev fyrster af Anhalt-Köthen, mens Anhalt-Plötzkau blev en del af Anhalt-Bernburg.

### Død og arvefølge
Fyrst August 1. døde 78 år gammel den 22. august 1753 i Plötzkau. Han blev efterfulgt som fyrste af Anhalt-Plötzkau af sine tre sønner, Ernst Gottlieb, Lebrecht og Emanuel.

## Eksterne links
- Slægten Askaniens officielle hjemmeside Arkiveret 21. august 2018 hos  Wayback Machine (tysk)
- Schloss Plötzkaus officielle hjemmeside Arkiveret 17. februar 2020 hos  Wayback Machine (tysk)

| August 1.Huset AskanienFødt: 14. juli 1575 Død: 22. august 1653 | |                                                |
| Titler som regent                                               | |                                                |
| Foregående: Joachim Ernst 1.                                    | Fyrste af Anhalt 1586 – 1603 med Johan Georg 1. Christian 1. Bernhard (8.) Rudolf 1. Johan Ernst Ludvig 1. | Efterfølgende: Arvedeling af Anhalt            |
| Foregående: Arvedeling af Anhalt                                | Fyrste af Anhalt-Plötzkau 1611 – 1653                                                                      | Efterfølgende: Ernst Gottlieb Lebrecht Emanuel |